# Yukio Endo
Yukio Endo (n. 18 ianuarie 1937, Akita, Japonia – d. 25 martie 2009, Tokyo⁠(d), Tōkyō, Japonia) a fost un cadru didactic universitar ce a reprezentat Japonia, medaliat olimpic. A participat la 3 ediții ale Jocurilor Olimpice (1960, 1964, 1968) în care a câștigat două medalii de aur și două medalii de argint.